# Parupeneus pleurostigma
Parupeneus pleurostigma är en fiskart som först beskrevs av Bennett, 1831.  Parupeneus pleurostigma ingår i släktet Parupeneus och familjen mullefiskar. Inga underarter finns listade i Catalogue of Life.